# Uudenkaupungin Työvene

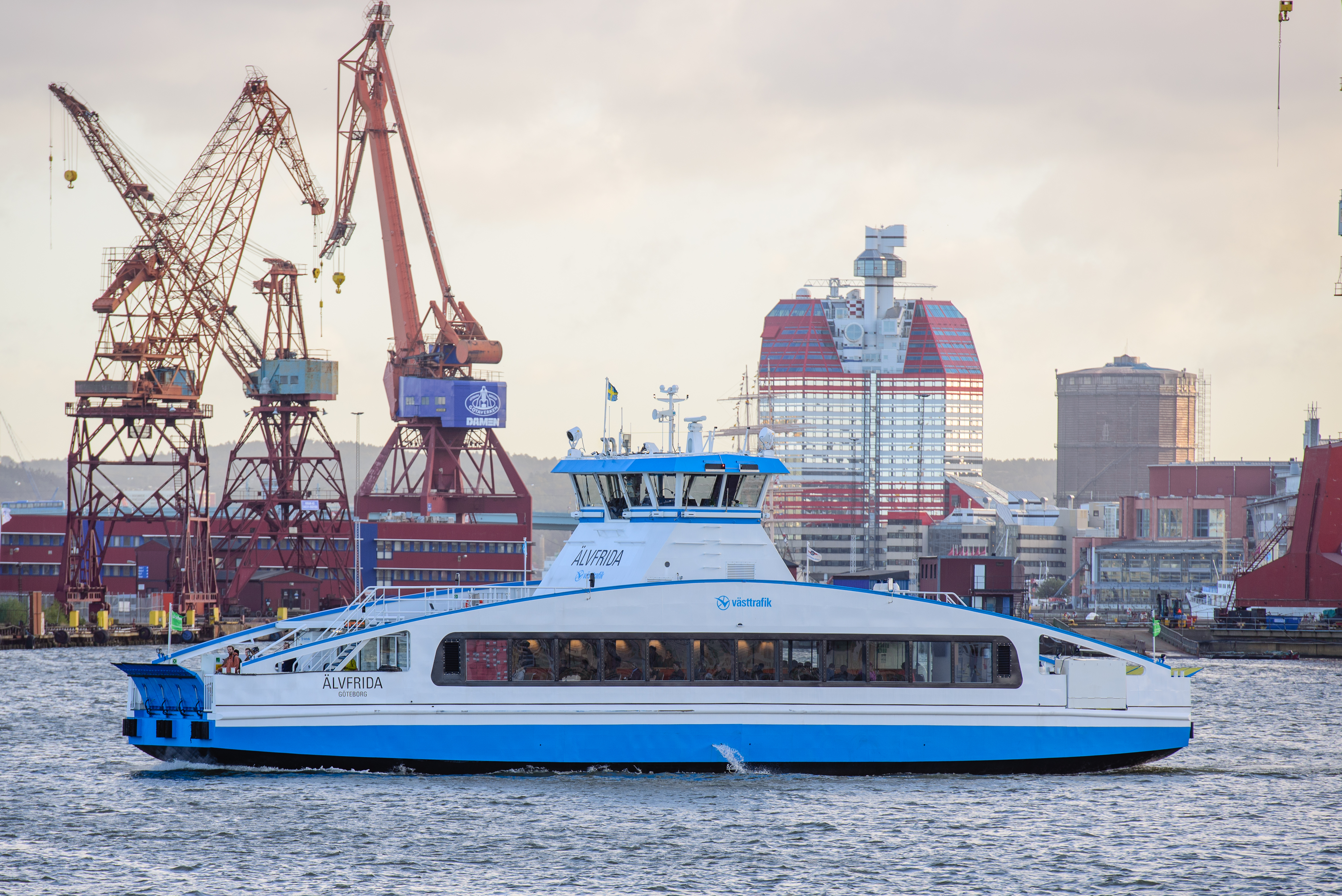
Älvfrida i Göteborg

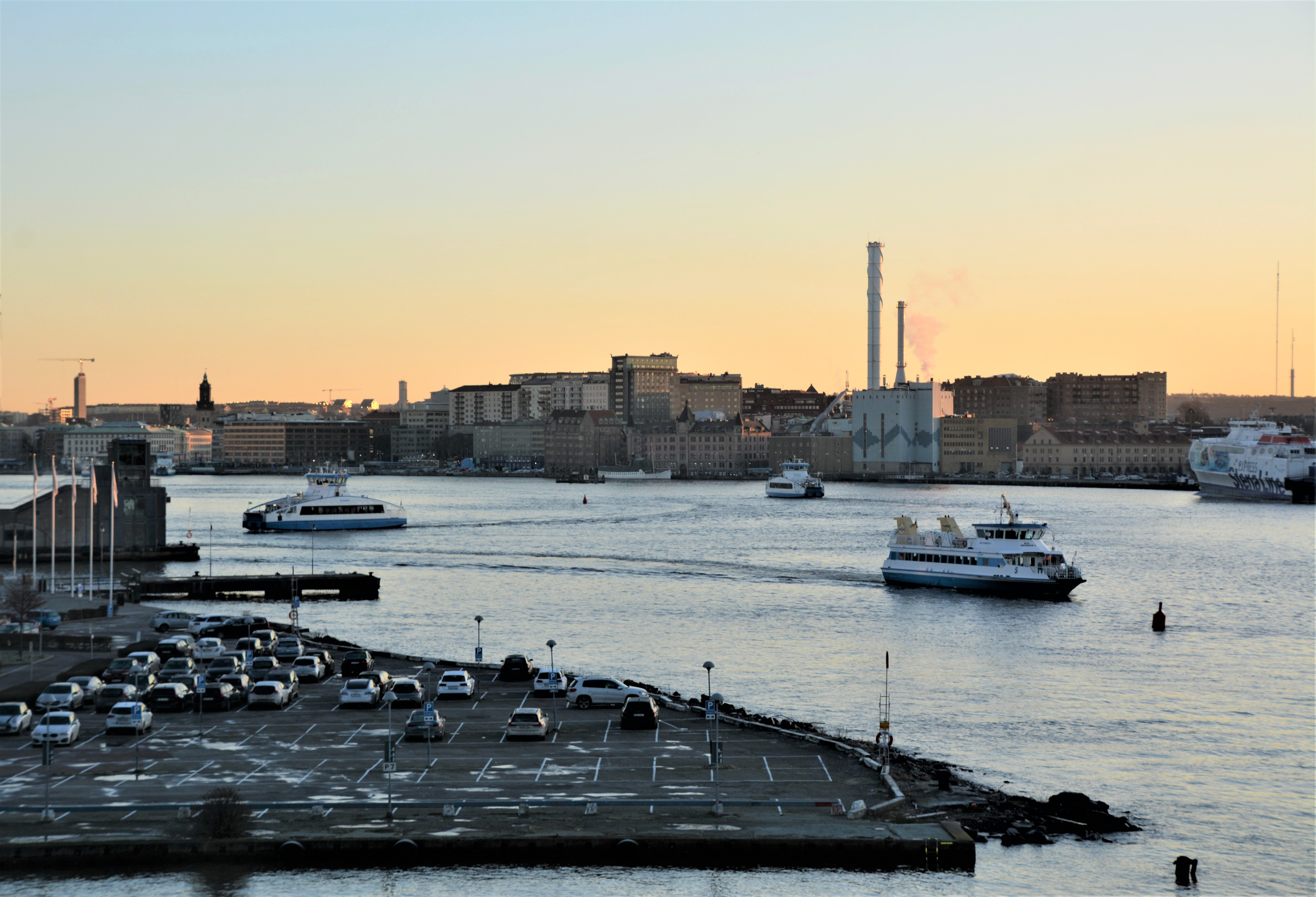
Elvy, Elvira och Älv-Snabben i Göteborg

Uudenkaupungin Työvene Oy, på export med namnet Uki Workboat, är ett finländskt varv i Nystad, som grundades 1987. Det började med att tillverka små arbetsbåtar i aluminium i en fabrikslokal i industriområdet Orivo i Nystad, flertalet kortare än 15 meter. Det flyttade 1994 till det tidigare varvsområdet för Nystads varv i Nystads hamn.
År 2008 levererade varvet representationsfartyget Kultaranta VIII till Finlands president Tarja Halonen. Är 2011 levererades kombinationsfartyget Luohi till Gränsbevakningsväsendet i Finland, vilket var varvets mest komplicerade bygge.

## Byggda båtar i urval
- M/S Viggen, Åland 1998
- Rescue Jenny Wihuri, 1999
- Bilfärjan M/S Maj, 2000
- Kustbevakningsfartyget Tavi, senare brittiska HMS Protector, 2002
- Bilfärjan Nestori, Saimen, Finland
- Bilfärjan Vikare, Iniö i Finland
- Forskningsfartyget R/V Callista, Storbritannien, 2005
- Skolfartyget Fabian Wrede till Finlands marin, 2006
- Finlands presidents yacht Kultaranta VIII (Gullranda VIII), 2008
- M/S Nämdö, för Waxholmsbolaget, 2009
- Linfärjan Saga, 2010
- Kombinationsfartyget Louhi, 2011
- Bilfärjan M/S Embla, 2011
- Rescue Svante G, Ålands Sjöräddningssällskap, 2012
- Kindral Kurvits (General Kurvits), oljebekämpningsfartyg, Estland, 2012
- Bilfärjan M/S Braheborg, 2013 (skrov: Riga Shipyard)
- Bilfärjan M/S Saturnus, 2014
- Ahto, hamnbogserare i Torneå, 2014
- Passagerarfärjan Älveli, 2015
- Passagerarfärjan Älvfrida, 2015
- Passagerarfärjan Elvy, 2019
- Passagerarfärjan Eloise, 2022

### Framtida projekt
- Två eldrivna passagerarfärjor för Torghatten AB.[1]

## Bildgalleri

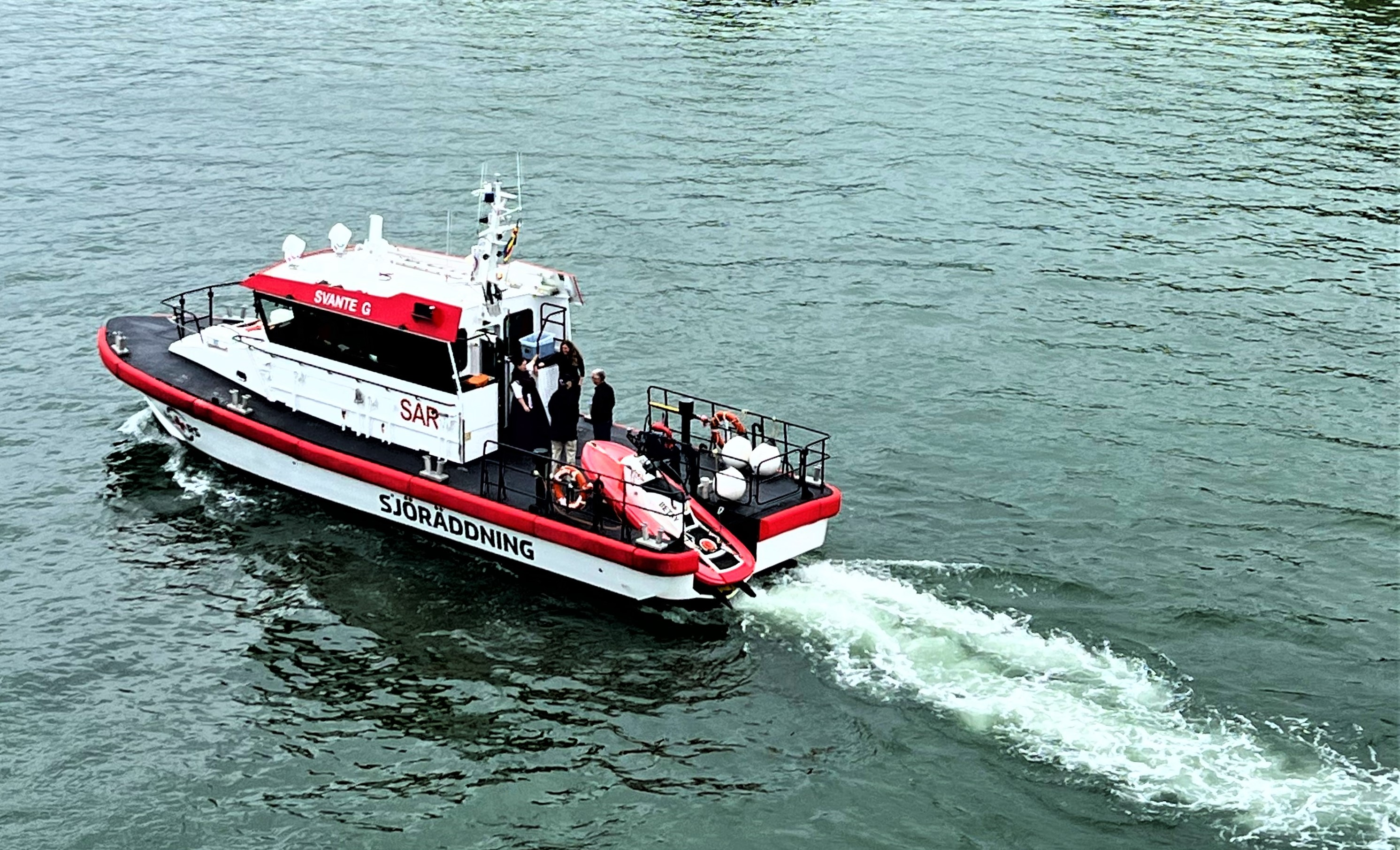
Rescue Svante G
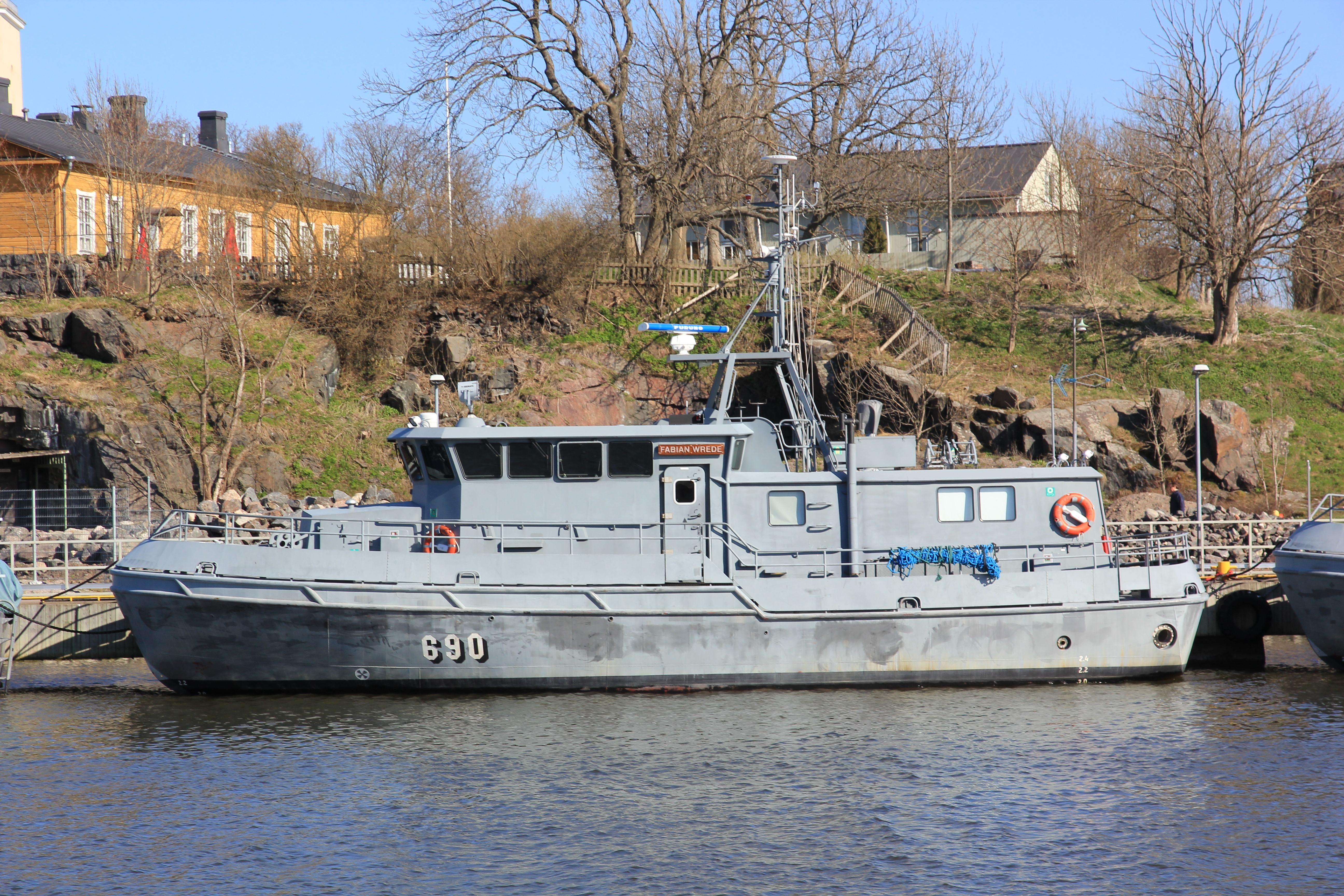
Fabian Wrede,
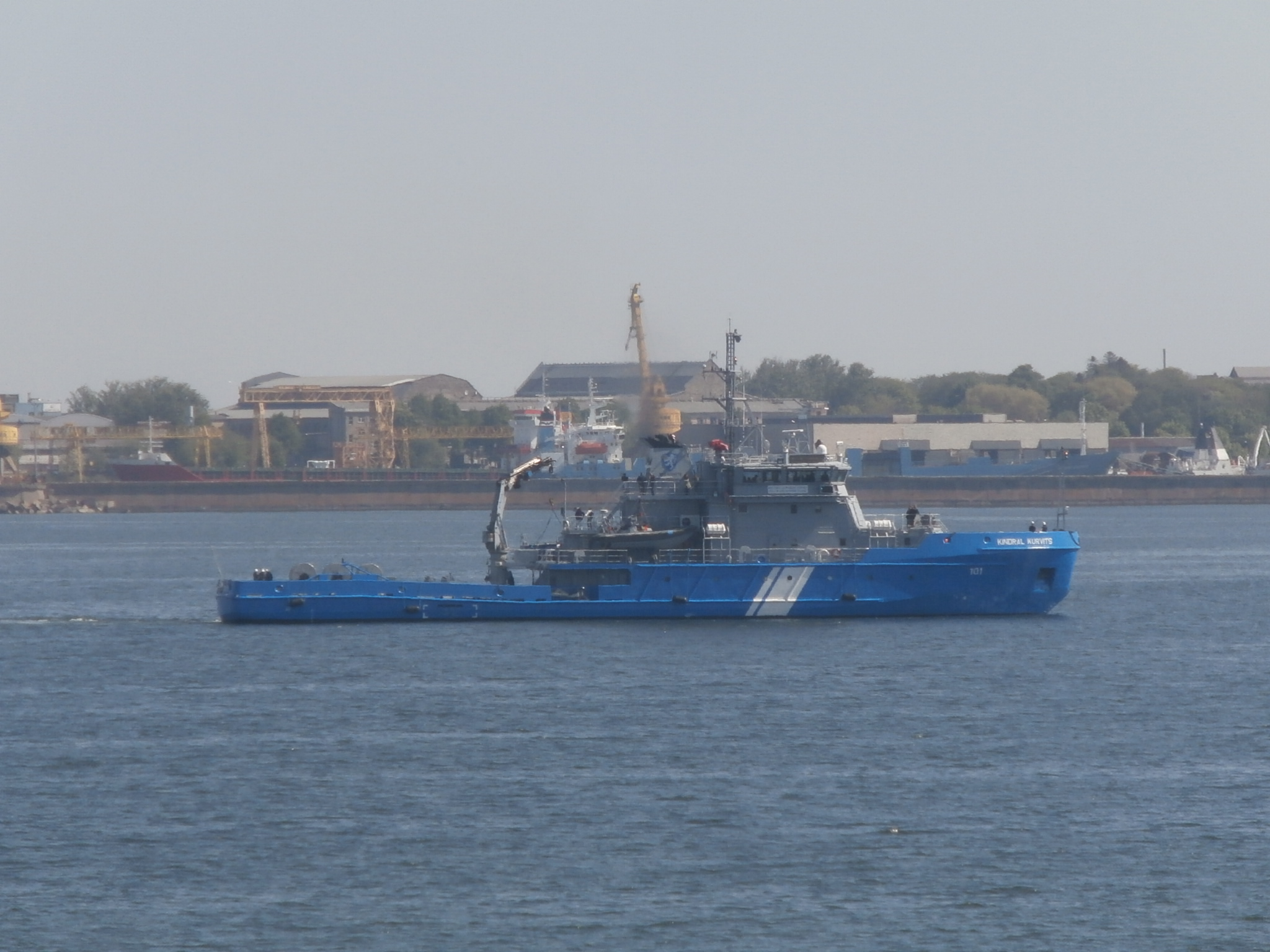
General Kurvits i Kopla i Tallinn
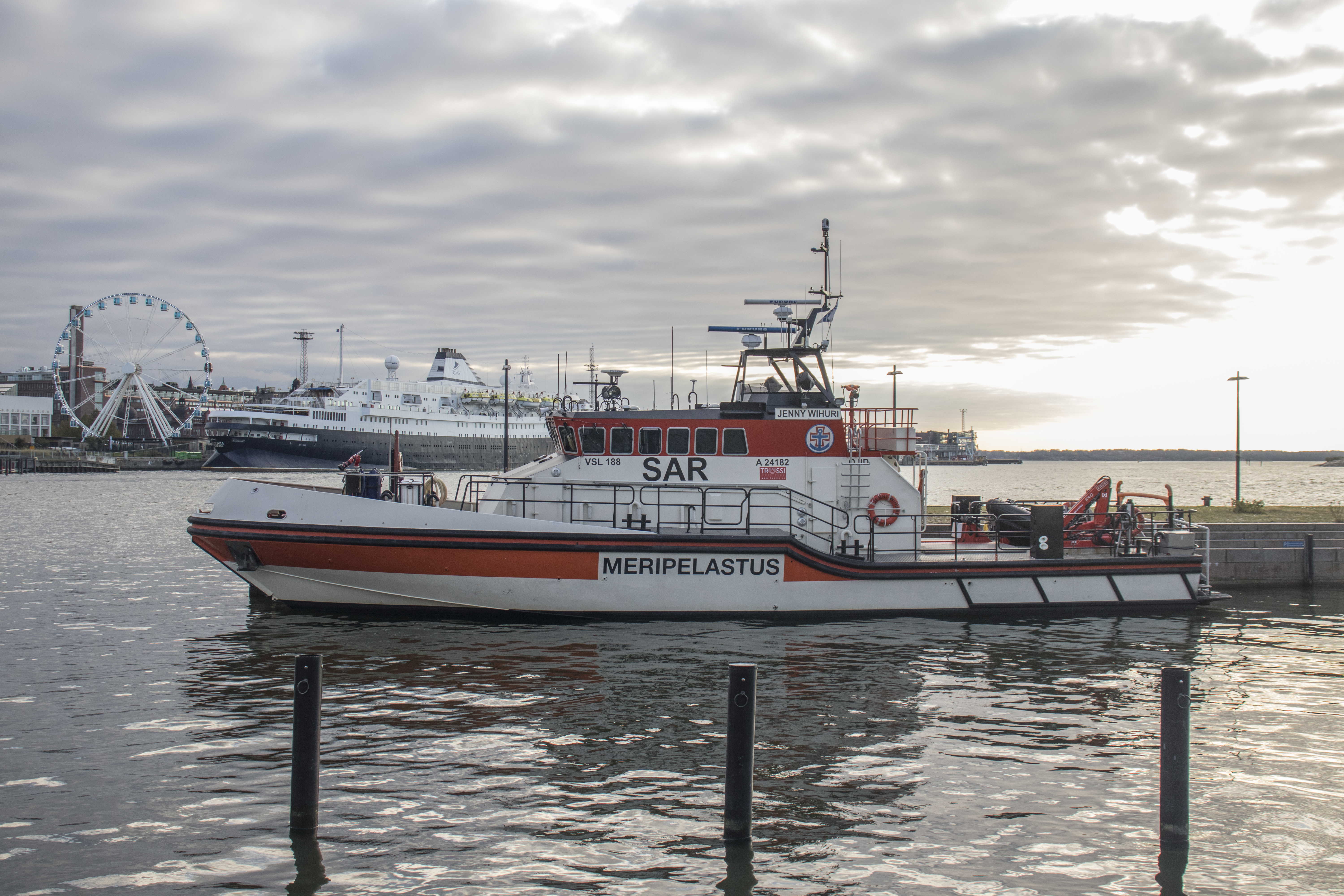
Rescue Jenny Wihuri
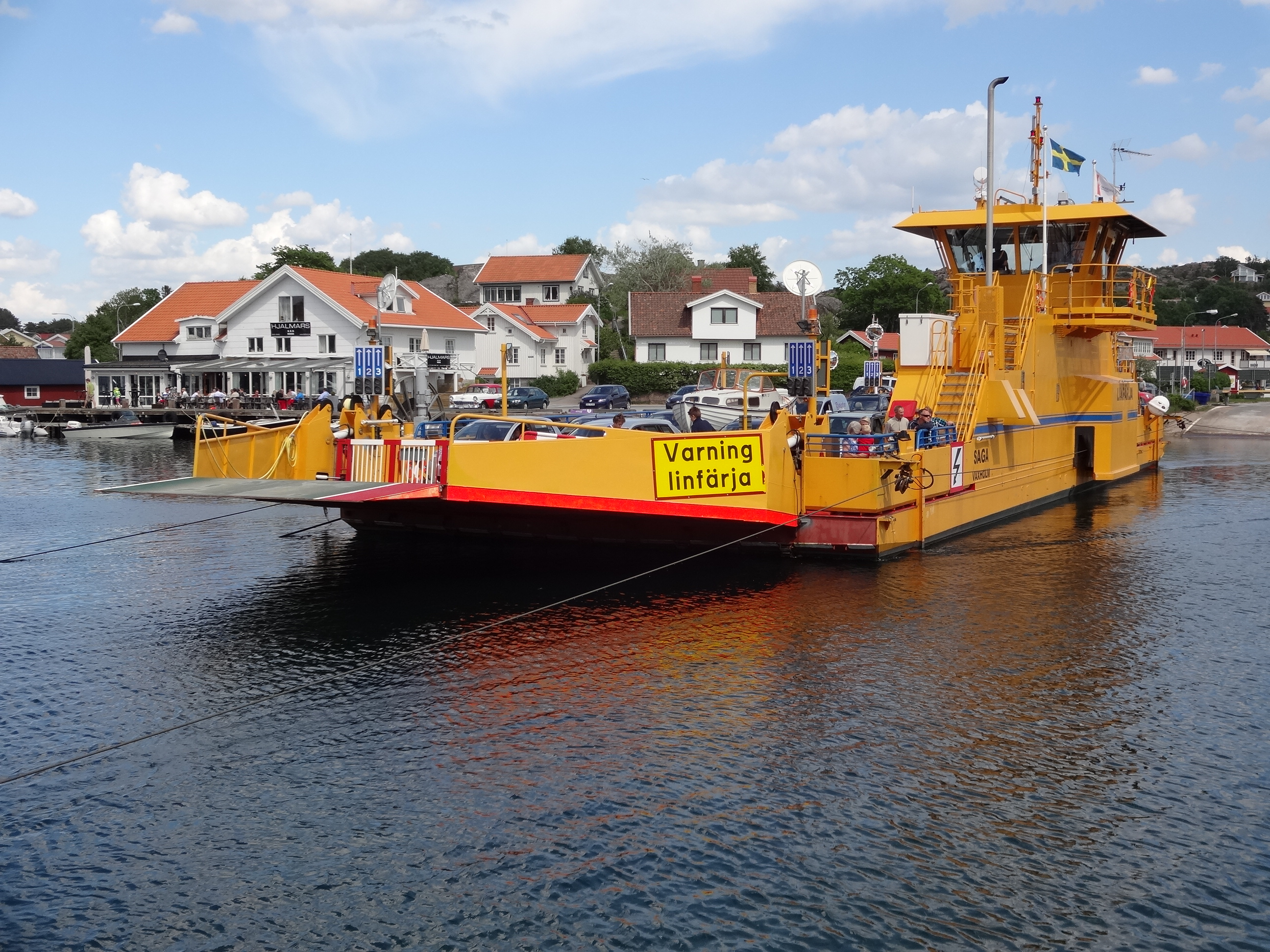
Linfärjan Saga
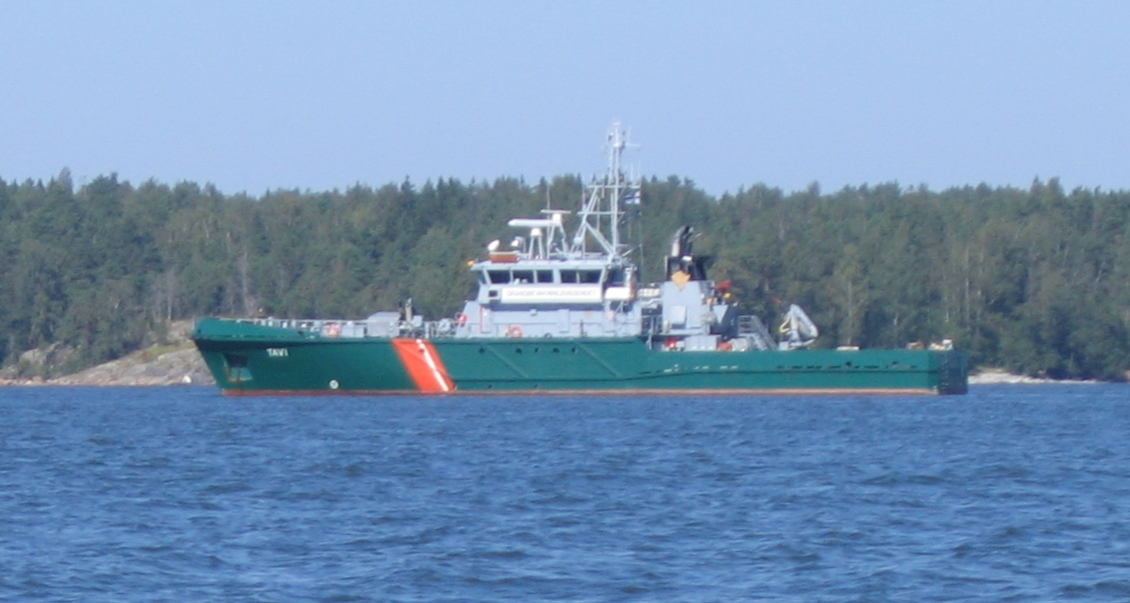
Kustbevakningsfartyget Tavi, senare HMS Protector
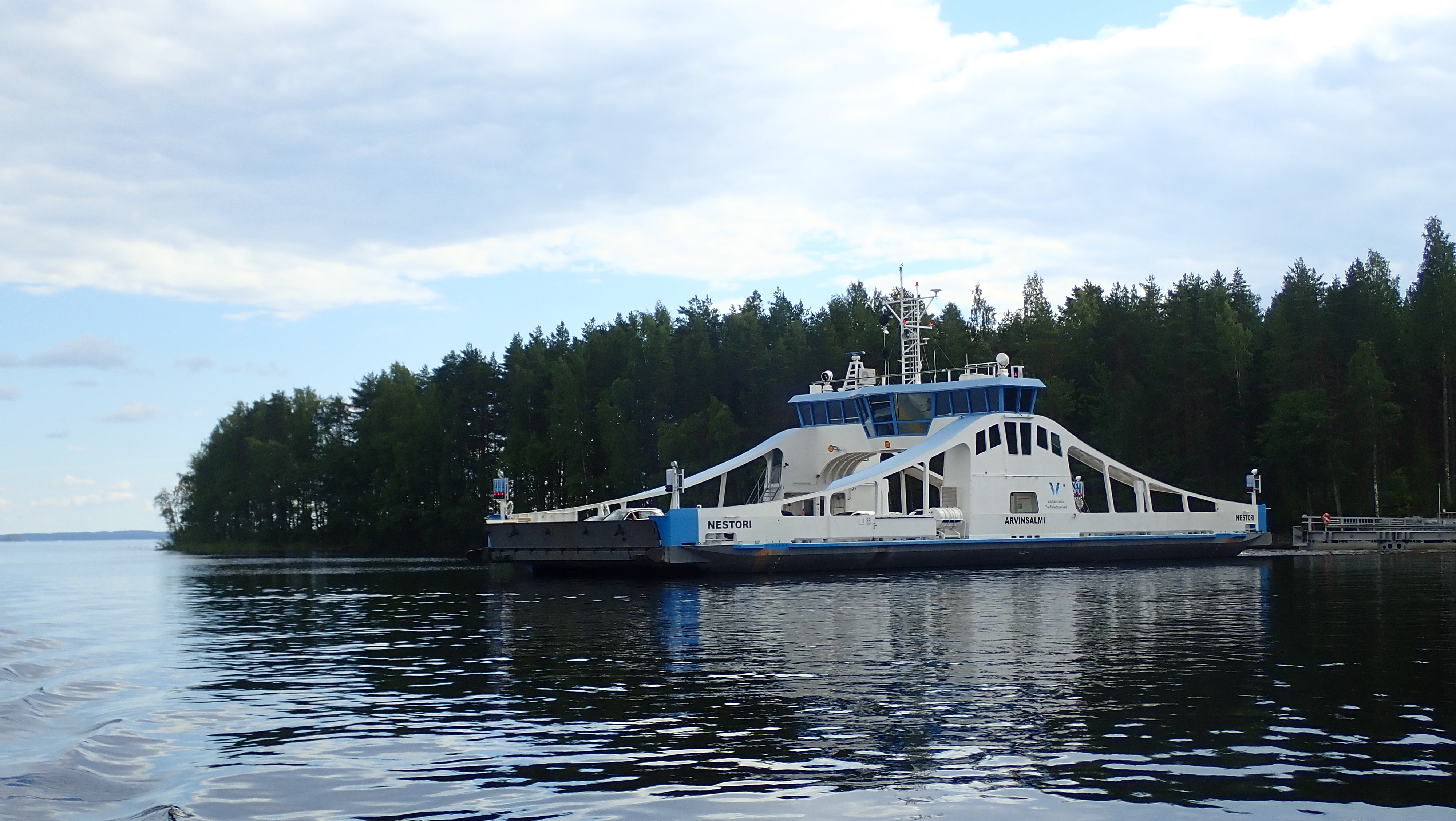
Bilfärjan Nestori, Saimen, Finland
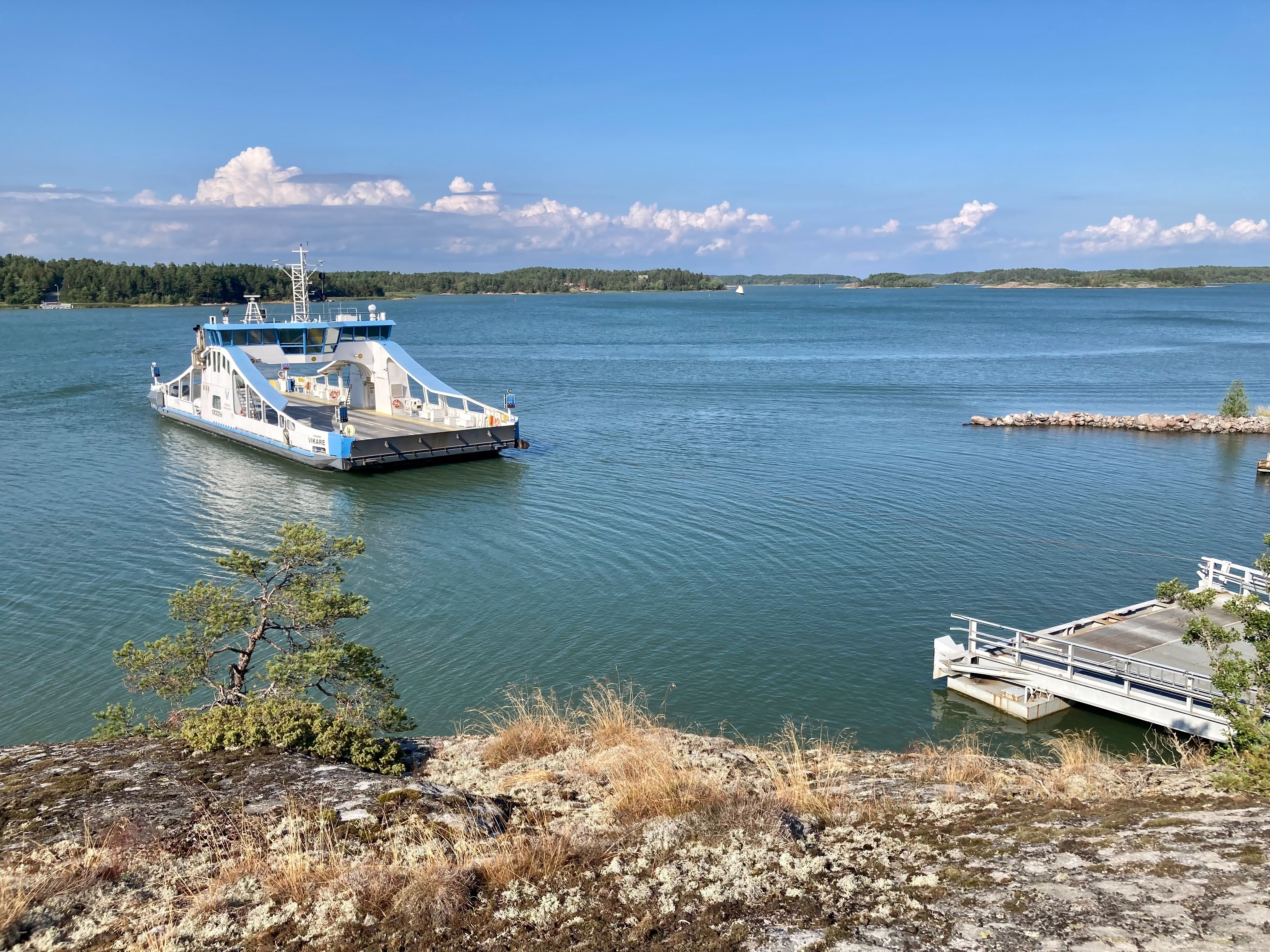
Bilfärjan Vikare, Iniö, Finland
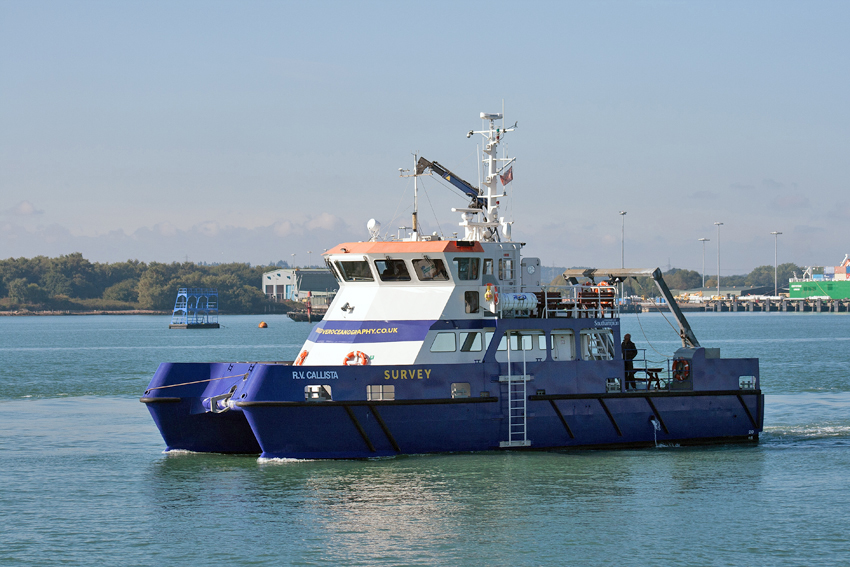
R/V Callista
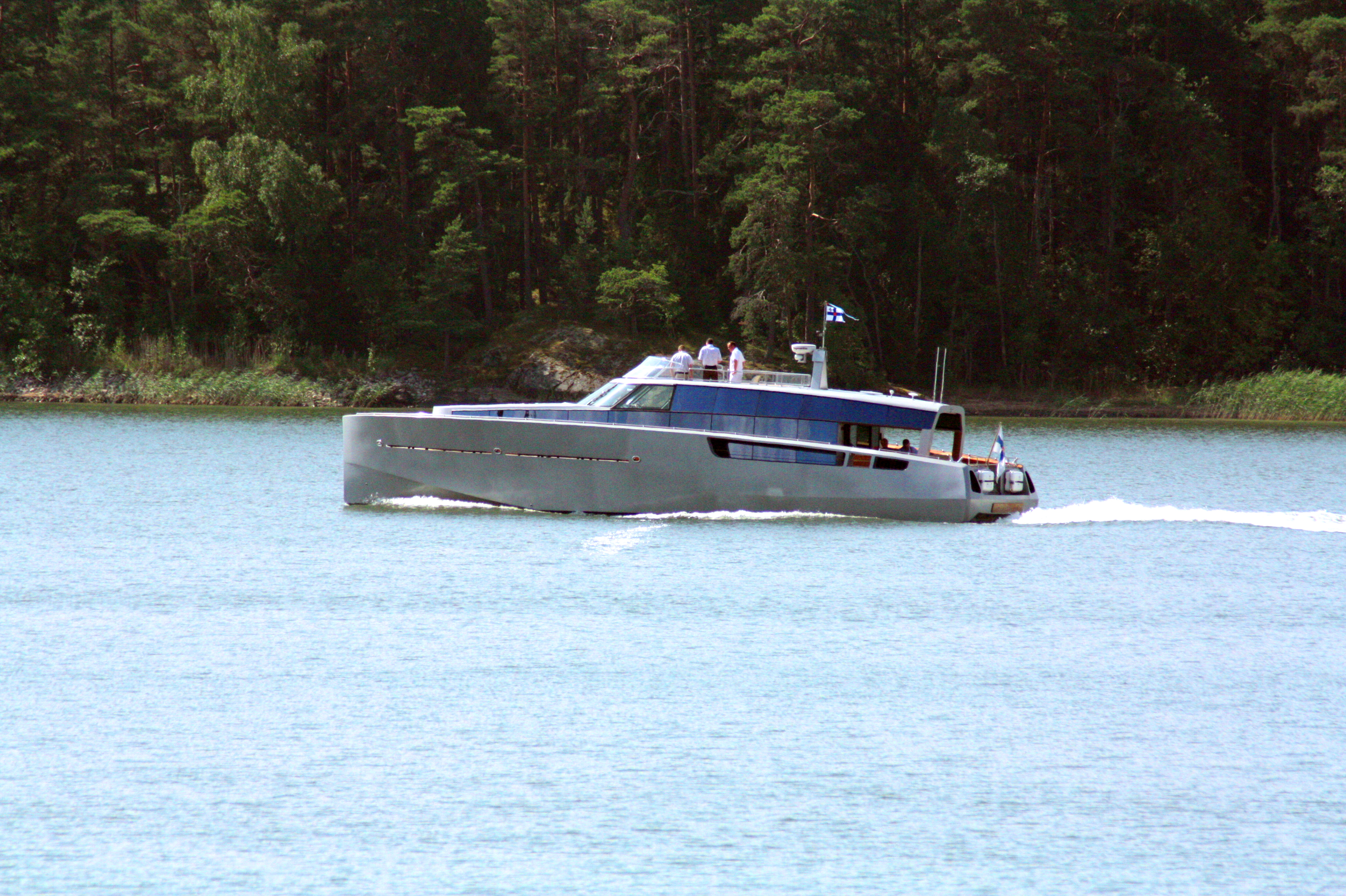
Kultaranta VIII
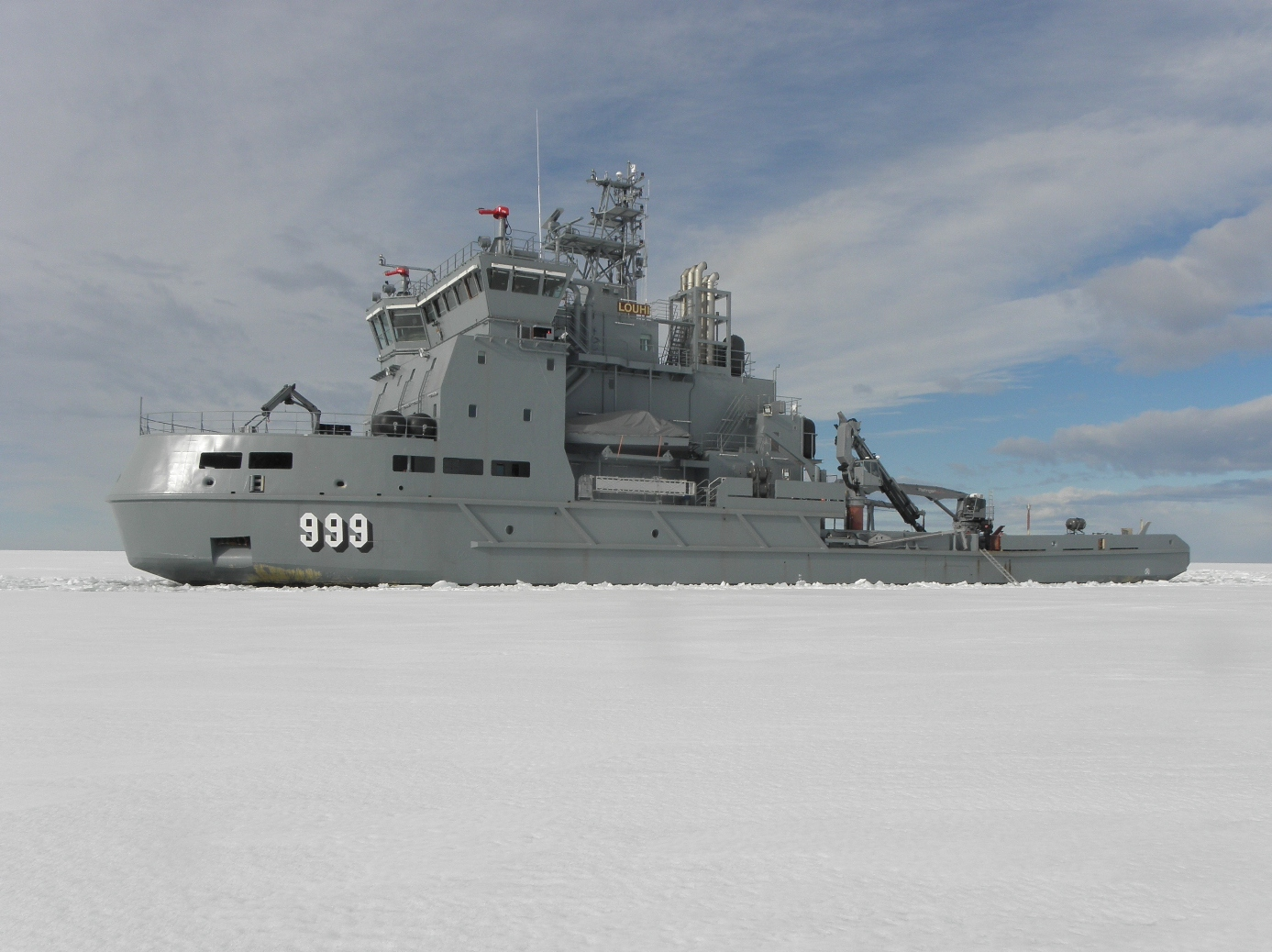
Kombinationsfartyget Louhi
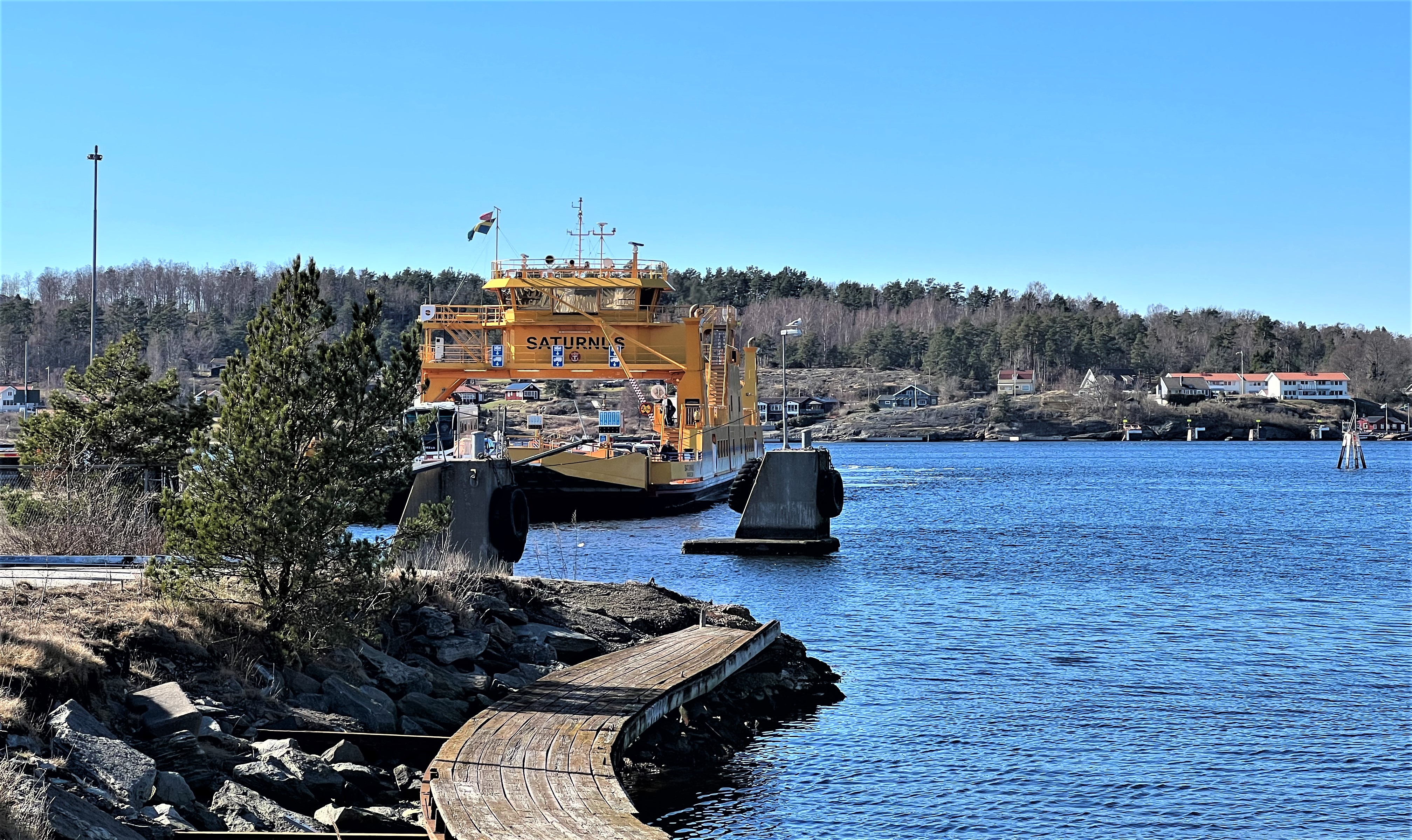
M/S Saturnus, 2014
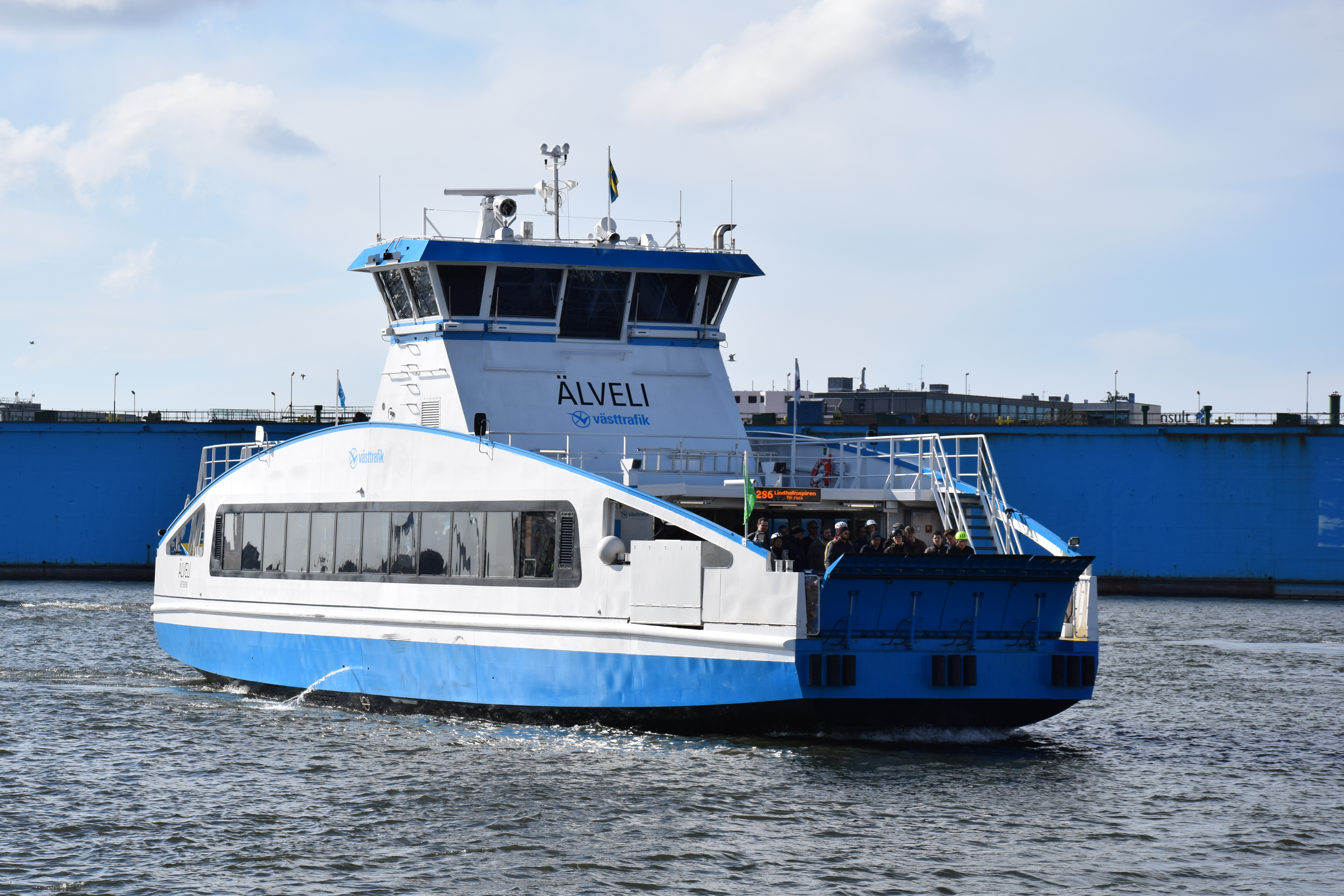
Älveli
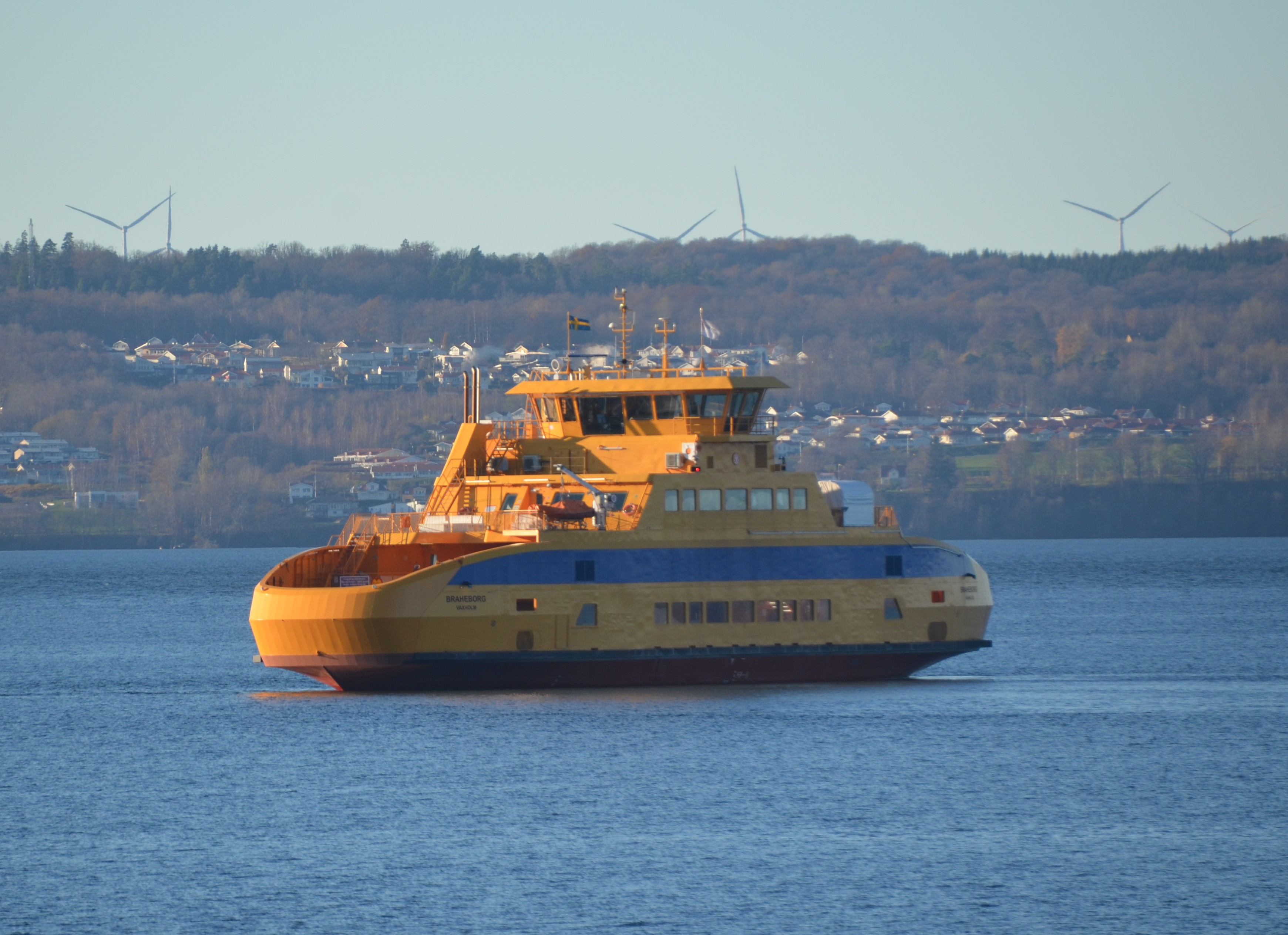
M/S Braheborg